# Selenophorus subtropicus
Selenophorus subtropicus är en skalbaggsart som beskrevs av Thomas Casey. Selenophorus subtropicus ingår i släktet Selenophorus och familjen jordlöpare. Inga underarter finns listade i Catalogue of Life.